# 1099

## Esdeveniments
- 6 de gener - Aquisgrà, Sacre Imperi Romanogermànic: Enric, fill menor d'Enric IV és coronat rei associat de Germània.
- 13 de gener - Maarat, Califat Fatimita: en el marc de la Primera Croada, els croats destrueixen Maarat.
- Califat Fatimita: els croats capturen Jerusalem
- Palestina: fundació del Regne de Jerusalem

## Necrològiques
- 10 de juliol, València: Rodrigo Díaz de Vivar, conegut com El Cid, aventurer castellà.
- 7 de setembre: Majd al-Mulk, visir seljúcida.